# 堡垒 (2011年游戏)
《堡垒》是一款动作角色扮演游戏，由独立游戏开发商Supergiant Games开发，并由华纳兄弟互动娱乐公司发行。在游戏中，玩家操控主角基德（“The Kid”）基于奇幻主题的浮空场景中活动，并与多种多样的敌人战斗。游戏有一大特色：在游戏进展和事件触发时，还有配以旁白。游戏采用了等轴视角，呈现了一个二维的游戏世界；除此之外，还采用了彩色的水墨风格手绘式画风。游戏故事围绕着主角基德（The Kid）展开，并以他在一场大灾变（Calamity）后，收集特别的岩石碎片（Shards）以向堡垒（Bastion）提供动力作为线索，阐述游戏剧情。

## 開發
游戏开发由圣何塞市与纽约市的七位开发者组成的小组负责，前后历时两年。在正式发布前，游戏于2010年9月的PAX游戏展初登场，而后获得了2011年独立游戏节的视觉效果奖与音频效果奖提名，并因在2011年E3游戏展的出色表现赢得诸多奖项。
游戏于2011年7月正式发布于XBLA平台，并在同年8月于Steam平台提供Windows版本下载；是年12月，Supergiant Games为游戏制作了适用于Google Chrome的网页游戏版本。2012年4月，游戏的Mac OS X版本于Mac App Store上架，Steam版本也于随后的2012年5月初升级为Steam Play版本，使玩家在Steam购买游戏后，在Mac OS X和Windows下都可游玩。2012年8月，游戏的iPad版本发布。2017年9月，官方放出官方中文版的升级补丁。

### 音樂
游戏音乐由达伦·科尔布创作，原声集则于2011年8月开售。

## 評價
在2011年间，游戏销量超过500,000，其中200,000份售于XBLA。游戏在评论家中广受好评，其故事情节、美术设计、叙述方式与游戏配乐尤其倍受赞誉。在游戏玩法的深度上，评论家则是意见不一，但战斗系统有诸多选择这一点尤获好评。自发布后，《堡垒》已获得许多奖项与奖项提名，其中包括许多“最佳下载介质游戏”与“最佳音乐”类奖项，颁奖者亦囊括各大游戏评论媒体（如IGN、《Game Informer》、Spike电视台、游戏开发者大会及互动艺术与科学学会。